# Rybiki

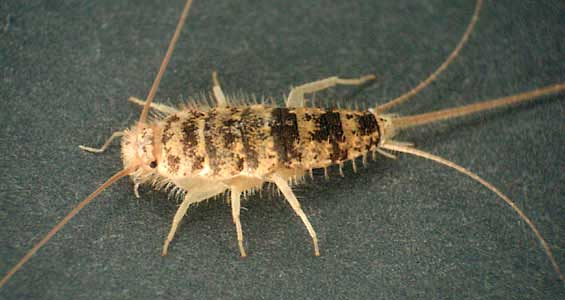
Rybik piekarniczy (Thermobia domestica)

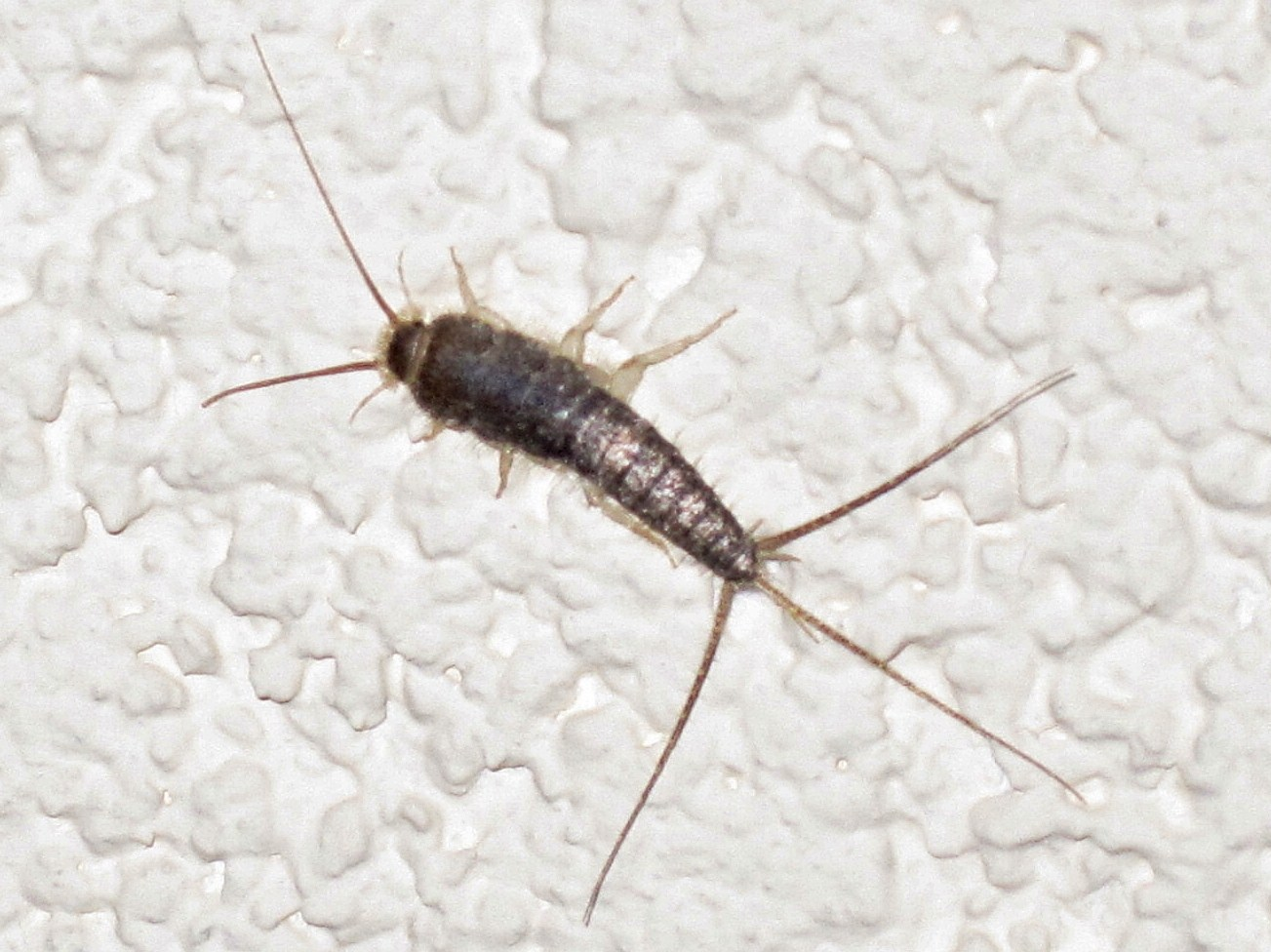
Ctenolepisma longicaudata

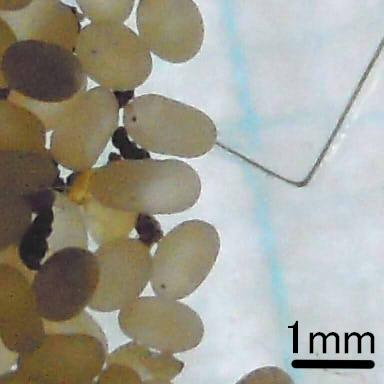
Jaja Ctenolepisma lineata

Rybiki (Zygentoma) – rząd owadów z podgromady Dicondylia, tradycyjnie zaliczany do owadów bezskrzydłych. Obejmuje około 500 gatunków. Ciało mają spłaszczone, porośnięte szczecinkami, a zwykle też łuskami, zakończone parą przysadek odwłokowych i nicią końcową. Rozmnażają się z zaplemnieniem za pośrednictwem spermatoforu lub partenogenetycznie. Przechodzą rozwój prosty i linieją także po osiągnięciu dojrzałości. Prowadzą skryty tryb życia. Grupa kosmopolityczna, ale głównie tropikalna. Pojawiły się prawdopodobnie w dewonie, ale ich pewny zapis kopalny zaczyna się w kredzie. Gatunki synantropijne notowane są jako szkodniki magazynowe, biblioteczne i muzealne.

## Budowa
Rybiki mają ciało średnich jak na owady rozmiarów, nieco grzbietobrzusznie przypłaszczone, w większości przypadków szerokie z przodu i wyraźnie zwężające się ku tyłowi. Oskórek jest stosunkowo cienki, z wyjątkiem osobników świeżo wylęgniętych i niektórych przedstawicieli Nicoletiidae pokryty łuskami. Łuska wykształcona jest w formie cienkiej, w zarysie owalnej, trapezowatej lub wachlarzowatej płytki, wzmocnionej grubszą listewką, bezbarwnej lub brunatnej, czasem srebrzyście połyskującej. Refleksy na łusce niekiedy układają się w pasy. Na całym ciele znaleźć można szczecinki makroskopowe (makrochety), które grają dużą rolę w oznaczaniu rybików (zobacz: chetotaksja). Szczecinki te mogą występować pojedynczo, w pęczkach, szeregach lub grzebieniach; mogą być gładkie, pokryte zadziorami, orzęsione lub pierzaste; ich wierzchołek może być ostry lub rozdwojony. Ponadto na pokrycie ciała składają się mniejsze szczecinki (mikrochety) oraz włoski zmysłowe. Te ostatnie zwykle są cienkie i długie, ale na czułkach mogą przybierać formę pręcikowatą, dwuramienną, czteroramienną lub banieczkowatą.
Głowa u Euzygentoma jest prognatyczna, a pozostałych hipognatyczna. Oczy złożone tworzą nieliczne omatidia, które mogą być zgrupowane lub odseparowane od siebie. U niektórych oczy ulegają całkowitemu zanikowi. Przyoczka występują tylko u Archizygentoma, w liczbie trzech. Czułki są różnie długie, niekiedy dłuższe od ciała. Buduje je wiele członów, które ku wierzchołkowi stają się węższe, dłuższe i wtórnie podzielone. Aparat gębowy jest dobrze rozwinięty, przystosowany do żucia. Tęgie żuwaczki mają część tnącą (incisivum), wyposażoną na górnej powierzchni w silnie zesklerotyzowane ząbki, i płynnie przechodzącą w część molarną, która z kolei, z wyjątkiem Lepidotrichidae, zaopatrzona jest w pędzelek. Połączenie żuwaczki z głową jest podobnie jak u owadów uskrzydlonych dikondyliczne: tylny staw tworzy kłykieć (condylus) żuwaczki i panewka stawowa (acetabulum) puszki głowowej, a przedni panewka stawowa żuwaczki i kłykieć podpoliczka. Szczęki są słabszej niż żuwaczki budowy, zaopatrzone w szereg ząbków na dośrodkowej krawędzi części wewnętrznej, a niekiedy ponadto w grzebykowaty wyrostek w części wierzchołkowej, określany mianem prosteki. Głaszczki szczękowe są zbudowane z 5 członów, ale niekiedy ostatni może być wtórnie podzielony na 2 człony. Warga dolna wyposażona jest w zbudowane z 4 członów głaszczki wargowe oraz gruczoły wargowe.
Tułów ma najwyżej słabo wypukłe tergity, mniej więcej trójkątne sternity oraz dwie pary przetchlinek: na śródtułowiu i zatułowiu. Odnóża są dość krótkie, o silnie nabrzmiałych biodrach, stopach zbudowanych z 2–5 członów oraz przedstopiach zaopatrzonych w parę pazurków i empodium. Skrzydeł brak zupełnie.
Spośród jedenastu segmentów budujących odwłok dziesiąty cechuje się redukcją tergitu, a ostatni przekształcony jest w przysadkę (nić) końcową. Po bokach dziesiątego segmentu sterczy para przysadek odwłokowych podobnych długością do końcowej. Wyrostki rylcowe występują na ósmym i dziewiątym segmencie, rzadziej też na siódmym lub brak ich zupełnie. Woreczki biodrowe spotyka się u nielicznych gatunków na sternitach od drugiego do siódmego. U samic płytki brzuszne segmentów od siódmego do dziewiątego, a u samców tylko dziewiątego podzielone są na parę koksosternitów. Samica ma otwór płciowy na ósmym segmencie i członowane, rurkowate pokładełko powstałe z przekształconych gonapofizów. Osadzony na dziewiątym sternicie aparat kopulacyjny samca ma dwa przewody wytryskowe i dwuczłonowe, czasem rozdzielone na szczycie prącie. Po parze przetchlinek występuje na segmentach odwłoka od pierwszego do ósmego.
Układ pokarmowy, z wyjątkiem rybikowatych, ma w różnym stopniu zredukowane lub całkiem zanikłe wole i przedżołądek. Jelito środkowe może być zaopatrzone w zastawki. W jelicie tylnym występować mogą wyposażone w brodawki odbytowe fałdy. Cewki Malpighiego występują w liczbie od czterech do ośmiu. Wewnętrzny układ rozrodczy samicy cechują jajniki zbudowane z 2–5 (u Archizygentoma 7) owarioli panoistycznych i połączone we wspólny jajowód. U samca występują trzy pary jąder.

## Biologia i ekologia
Gatunki wolno żyjące prowadzą skryty tryb życia, bytując pod kamieniami, gałęziami, kłodami, korą pniaków starych drzew, w ściółce, wierzchniej warstwie gleby, szczelinach skalnych i jaskiniach. Żerują one na glonach, strzępkach grzybów, butwiejących liściach, rozkładającym się drewnie i innych szczątkach roślinnych, a prawdopodobnie też szczątkach martwych owadów. Jako jedne z nielicznych sześcionogów samodzielnie wytwarzają celulazy niezbędne do rozkładu celulozy. Część gatunków wykazuje inkwilinizm i zasiedla termitiery (termitofile) lub gniazda mrówek (myrmekofile), w tym drugim przypadku żerując na ich zapasach pokarmowych, a nawet podkradając płyn wymieniany przez mrówki w trakcie trofalaksji. Nieliczne gatunki synantropijne zasiedlają mieszkania i magazyny, gdzie żerują na resztkach zostawionych przez człowieka.
U rybików brak kopulacji, natomiast występują złożone zaloty, obejmujące bieganie, ocieranie i poklepywanie się partnerów. W ostatniej ich fazie samiec składa gruszkowate spermatofory i przędzie nici, które ułatwiają naprowadzenie na nie samicy. W zależności od gatunku samica podejmuje za pomocą pokładełka cały spermatofor lub tylko jego górny fragment zawierający nasienie. Zdarza się także rozmnażanie przez partenogenezę. Jaja składane są w rozmaitych szczelinach. Bruzdkują częściowo powierzchniowo. Rozwój pozazarodkowy rybików jest prosty (ametaboliczny). Dojrzałość płciową osiągają po 2–3 latach, ale wylinki przechodzą również po jej uzyskaniu.

## Rozprzestrzenienie
Takson kosmopolityczny, znany ze wszystkich kontynentów, z Antarktydą włącznie, jednak preferujący klimat ciepły, a w klimacie chłodniejszym ograniczony do gatunków synantropijnych i myrmekofilnych. Owady te występują głównie na małych i średnich wysokościach, ale rodzaj Lepidospora notuje się w Himalajach na rzędnych do 4500 m n.p.m. Gatunki synantropijne często mają zasięg kosmopolityczny lub pantropikalny wskutek rozwleczenia przez człowieka.
W Polsce występują trzy gatunki: Nicoletia phytophila, rybik cukrowy i być może rybik piekarniczy (oznaczenie niepewne).

## Systematyka i ewolucja
Dawniej rybiki wyróżniano jako Lepismoidea w randze podrzędu w obrębie rzędu szczeciogonków, a ten z kolei klasyfikowano w podgromadzie owadów bezskrzydłych. Później wyniesiono je wraz z przerzutkami do rangi osobnego rzędu w tej podgromadzie, która po wyłączeniu z owadów skrytoszczękich tożsama była ze szczeciogonkami. Późniejsze badania, m.in. z zakresu anatomii porównawczej, embriologii i biologii molekularnej wykazały bliższe pokrewieństwo między rybikami i owadami uskrzydlonymi niż między nimi a przerzutkami. Hennig w 1953 roku utworzył dla kladu obejmującego rybiki i uskrzydlone nazwę Dicondylia nawiązującą do ich wyjątkowej cechy: dwukłykciowego połączenia żuwaczek z puszką głowową.
Zapis kopalny rybików jest skąpy, ale zakłada się, że pojawiły się nie później niż w dewonie. W okolicach Gilboa w stanie Nowy Jork odnaleziono izolowane fragmenty oskórka owadów bezskrzydłych pochodzące z dewonu, ale nie da się stwierdzić czy należą do rybików czy przerzutek. W 1996 Kluge opisał pochodzącego z karbonu owada bezskrzydłego: Carbotriplura kukalovae, umieszczając go w nowym rzędzie Carbotriplurida, jednak Grimaldi i Engel w pracy z 2005 zaznaczyli, że może to być rybik. Pogląd ten został zrewidowany przez Staniczka i innych w 2014 – według nich może on stanowić formę przejściową pomiędzy rybikami a owadami uskrzydlonymi, w związku z czym został przez Srokę i innych zaliczony do kladu Paranotalia. Wątpliwa jest również klasyfikacja jako rybika dolnokarbońskiego Ramsdelepidion schusteri.
Najstarsze niewątpliwe szczątki rybika to dwie skamieniałości należące do niezidentyfikowanego gatunku Lepismatidae, które znalezione zostały w Brazylii i pochodzą z aptu w kredzie. Poza tym zapis kopalny rybików ograniczony jest do kredowych i trzeciorzędowych inkluzji w bursztynie. Z birmańskiego albu w kredzie znane są inkluzje Burmalepisma cretacicum. Z eocenu znane są Lepidotrix pilifera i Allacrotelsa dubia zachowane w bałtyckim bursztynie. Sprzed 20–30 mln lat pochodzą inkluzje rodzajów Archeatelura, Trinemurodes, Hemitrinemura, Ctenolepisma, Protolepisma i Paleograssiella. Możliwe, że rybikami były także znane z oligocenu Onycholepisma arizonae i Onychomachilis fischeri.
Dotychczas opisano około 500 gatunków rybików. Ich podział na niższe taksony był wielokrotnie rewidowany. Współczesna, oparta na filogenezie systematyka przedstawia się następująco:
- podrząd: Archizygentoma
  - rodzina: Tricholepidiidae
- podrząd: Neozygentoma
  - infrarząd: †Parazygentoma
    - rodzina: †Lepidotrichidae

  - infrarząd: Euzygentoma
    - rodzina: Ateluridae
    - rodzina: Lepismatidae – rybikowate
    - rodzina: Maindroniidae
    - rodzina: Nicoletiidae

## Znaczenie gospodarcze
Synantropijne rybiki bywają notowane jako szkodniki zwłaszcza w archiwach, bibliotekach i muzeach. Mogą niszczyć tapety, stare dokumenty, skórzane oprawy książek, niektóre tkaniny czy zbiory zielnikowe. Ponadto znane są przypadki wyrządzania przez nie szkód w magazynowanych i transportowanych na statkach produktach spożywczych takich jak mąka i orzeszki ziemne. Do gatunków wymienianych jako szkodniki należą: rybik cukrowy, rybik piekarniczy, Acrotesla collaris, Ctenolepisma longicaudata, Ctenolepisma lineata, Ctenolepisma rothschildi i Ctenolepisma targioniana.
Ze względu na zdolność rybików do samodzielnego rozkładu lignocelulozy prowadzi się nad nimi badania celem rozwinięcia opłacalnych ekonomicznie metod produkcji biopaliw.